# Флавий Евдоксий
Флавий Евдоксий (на латински: Flavius Eudoxius) е политик на Източната Римска империя през 5 век.
През 427 г. той е comes sacrarum largitionum, през 440 г. е comes rerum privatarum d'Oriente. През 442 г. Евдоксий е консул заедно с Флавий Диоскор на Западната Римска империя.